# Elezioni parlamentari in Ucraina del 2014
Le elezioni parlamentari in Ucraina del 2014 si sono tenute il 26 ottobre per eleggere i 450 membri della Verchovna Rada, il parlamento ucraino.
Metà dei deputati sono stati eletti con un sistema proporzionale, mentre l'altra metà con un sistema uninominale maggioritario.
Hanno visto la vittoria del Blocco Petro Porošenko, costituito dal gruppo di partiti e movimenti che sostengono il presidente in carica Petro Porošenko, che grazie ai collegi maggioritari ha ottenuto più seggi del Fronte Popolare del Primo ministro uscente Arsenij Jacenjuk.
Il Blocco di Opposizione, erede del Partito delle Regioni e sostenitore dell'ex presidente Viktor Janukovyč, ha ottenuto il 9,4%, mentre l'Unione Pan-Ucraina "Patria" dell'ex Primo ministro Julija Tymošenko ha ottenuto il 5,7%.
Ventisette seggi della parte maggioritaria rimangono vacanti perché rappresentano collegi che si trovano nella Crimea occupata e annessa dalla Russia o nelle zone teatro della guerra del Donbass controllate dai ribelli filo-russi.

## Risultati
| Liste                             | Riparto nazionale | Riparto nazionale | Riparto nazionale | Seggi collegi | Seggi totale |
| Liste                             | Voti              | %                 | Seggi             | Seggi collegi | Seggi totale |
| --------------------------------- | ----------------- | ----------------- | ----------------- | ------------- | ------------ |
| Fronte Popolare                   | 3.488.114         | 22,14             | 64                | 18            | 82           |
| Blocco Petro Porošenko            | 3.437.521         | 21,82             | 63                | 69            | 132          |
| Samopomič                         | 1.729.271         | 10,98             | 32                | 1             | 33           |
| Blocco di Opposizione             | 1.486.203         | 9,43              | 27                | 2             | 29           |
| Partito Radicale di Oleh Ljaško   | 1.173.131         | 7,45              | 22                | -             | 22           |
| Patria                            | 894.837           | 5,68              | 17                | 2             | 19           |
| Svoboda                           | 742.022           | 4,71              | -                 | 7             | 7            |
| Partito Comunista d'Ucraina       | 611.923           | 3,88              | -                 | -             | -            |
| Ucraina Forte                     | 491.471           | 3,12              | -                 | 1             | 1            |
| Posizione Civica                  | 489.523           | 3,11              | -                 | -             | -            |
| Zastup                            | 418.301           | 2,66              | -                 | 1             | 1            |
| Pravyj Sektor                     | 284.943           | 1,81              | -                 | 1             | 1            |
| Solidarietà delle Donne d'Ucraina | 105.094           | 0,67              | -                 | -             | -            |
| 5.10                              | 67.124            | 0,43              | -                 | -             | -            |
| Partito Internet d'Ucraina        | 58.197            | 0,37              | -                 | -             | -            |
| Partito dei Verdi d'Ucraina       | 39.636            | 0,25              | -                 | -             | -            |
| Pianeta Verde                     | 37.726            | 0,24              | -                 | -             | -            |
| Rinascita                         | 31.201            | 0,20              | -                 | -             | -            |
| Paese Unito                       | 28.145            | 0,18              | -                 | -             | -            |
| Ucraina - Paese Unito             | 19.838            | 0,13              | -                 | -             | -            |
| Nuova Politica                    | 19.222            | 0,12              | -                 | -             | -            |
| Forza del Popolo                  | 17.817            | 0,11              | -                 | -             | -            |
| Altri <0,10%                      | 82.541            | 0,52              | -                 | -             | -            |
| Volja                             | -                 | -                 | -                 | 1             | 1            |
| Indipendenti                      | -                 | -                 | -                 | 96            | 96           |
| Vacanti                           | -                 | -                 | -                 | 27            | 27           |
| Totale                            | 15.753.801        | 100               | 225               | 225           | 450          |